# Severinghaus Glacier
Severinghaus Glacier är en glaciär i Antarktis. Den ligger i Västantarktis. Chile gör anspråk på området. Severinghaus Glacier ligger 2 133 meter över havet.
Terrängen runt Severinghaus Glacier är huvudsakligen bergig, men åt sydväst är den kuperad. Terrängen runt Severinghaus Glacier sluttar söderut. Trakten är obefolkad. Det finns inga samhällen i närheten. 